# テミール・サリエフ
テミール・サリエフ（Сариев Темир Аргембаевич、Temir Sariev、1963年6月17日 - ）は、キルギスの政治家。同国首相、暫定政府の副首相兼財務相などを歴任した。ジョゴルク・ケネシュ (キルギス議会) 代議員。二等国家参議官。「アクシュムカル」党首、「統合国民運動」政治局員。

## 経歴
キルギス・ソビエト社会主義共和国ソクルクスキー地区トシュ・ブラク村出身。1981年～1983年、ソビエト軍に勤務。1984年からアラメディン毛皮工場で働き、発送係、経済官、先任経済官を務めた。
1987年～1989年、コムソモールアラメディンスキー地区委員会労働青年課の教官、主任。当時、サリエフは、合法ビジネスにも従事し、キルギス最初のディスコとカフェを開業した。
1989年、ソ連共産党アラメディンスキー地区委員会組織課の教官に任命。同年、キルギス国立大学経済学部を卒業。1990年～1991年、アラエディンスキー地区執行委員会の副事務局長、事務局長。1991年、キルギス最初の商品取引所を創設。
1995年～2000年、金融・産業会社「トトン」社長。

## 政治家
2000年、ジョゴルク・ケネシュ（議会）代議員に選出（2005年に再選出）。議会では、「ジベク・ジョル」会派に入り、予算・会計委員会の委員を務めた。
2005年4月4日、議会代表団に入り、モスクワでアスカル・アカエフの辞任を受理した。この後、37人の議員から成る憲法評議会に加わる。
2007年2月、アジム・イサベコフ内閣で、経済発展・貿易相のポストを提案されたが、拒否した。3月26日、「改革のために！」運動の共同議長の1人に選出。同年4月、アルマズベク・アタンバエフのキルギス社会民主党からの脱党を表明。キルギスの民主勢力同盟が新組織「アクシュムカル」（白鷹）を結成した時、サリエフはその共同議長の1人に選出された。
2008年6月、アクシュムカルの共同議長職が廃止され、サリエフが同党の党首に就任した。同年12月、キルギスの野党勢力は、統合国民運動の結成を発表した。サリエフは、同運動の政治局員となった。
2009年の大統領選挙に立候補、15万7005票（得票率6.74％）を獲得した。
2010年キルギス騒乱後の2010年4月8日、ローザ・オトゥンバエヴァを首班とする暫定人民政府の副首相兼財務相に就任する。同年7月12日、辞意を表明し、7月14日に辞任。
2015年4月23日に前首相が辞任した事に伴い、4月30日、国会より首相に指名された。

## 人物
妻帯、2児を有する。